# لانغناو أم ألبيس
لانغناو أم ألبيس (بالألمانية: Langnau am Albis) هي بلدية تقع في مقاطعة هورغن الواقعة ضمن كانتون زيورخ في سويسرا. تبلغ مساحتها 8.66 كيلومتر مربع، ويقدر عدد سكانها بـ 7533 نسمة (حسب تعداد ديسمبر 2017).